# 네우송 피케트 주니오르
네우송 피케트 주니오르(Nelson Piquet Junior, 1985년 7월 25일 ~ )로 알려진 네우송 안젤루 탐스마 피케트 소투 마이오르(Nelson Angelo Tamsma Piquet Souto Maior)는 브라질의 자동차 경주 선수이다. 포뮬러 원과 포뮬러 E에서 활동하였으며 2014-15년 시즌 포뮬러 E 드라이버 챔피언이다. 현재 브라질 스톡 카 프로 시리즈에 출전하고 있다.
포뮬러 원 3회 월드 드라이버 챔피언인 네우송 피케트의 아들로, 2006년 GP2 시리즈를 2위로 마쳤다. 2007년 르노 포뮬러 원 팀과 계약하여 2007년 테스트 드라이버가 되었고, 2008년 레이싱 드라이버로 데뷔하였으나 2009년 시즌 중반 방출되었다. 피케트의 방출 이후 그가 팀의 요구를 받고 2008년 싱가포르 그랑프리에서 고의로 충돌하여 팀메이트인 페르난도 알론소를 우승시켰다는 의혹이 일었다. 이는 모터스포츠 역사상 가장 큰 스캔들 중 하나인 크래시게이트를 낳았다.
포뮬러 원을 떠난 피케트는 나스카로 옮겨 2012년 나스카 트럭 시리즈 7위를 달성했으며, 2014년부터 포뮬러 E에 출전해 차이나 레이싱 소속으로 2014-15 월드 드라이버 챔피언을 달성했다. 또한 2014년 글로벌 랠리크로스 챔피언십에서 4위를 달성했다.